# クリストファー・ドレッサー
クリストファー・ドレッサー（Christopher Dresser 、1834年7月4日 - 1904年11月24日）はイギリスの工芸デザイナーである。19世紀末のウィリアム・モリスによって主導されたイギリスの美術運動、アーツ・アンド・クラフツ運動の時代の工業品デザイナーであり、装飾の少ない機能的な日用品のデザインもした。1876年(明治9年)に来日し、日本美術の研究の機会を持ち、イギリスにおけるジャポニスム（アングロジャパニーズ・スタイル）の重要な人物とされる。

## 略歴
グラスゴーに生まれた。父親は役人。ロンドンの官立デザイン学校（Government School of Design:後のロイヤル・カレッジ・オブ・アート）で作図と植物学を学んだ。1855年に官立デザイン学校の教授となり、多くの工芸品に関する著作や実際の工業製品のデザインをした。1859年からはサウス・ケンジントン博物館（ヴィクトリア・アンド・アルバート博物館の前身）で植物学の講義を始める。
駐日英国公使のラザフォード・オールコックが収集した日本の美術品や工芸品が展示された1862年のロンドン万国博覧会の日本館を訪れ、日本の工芸品に興味を持ち、日本の美術品に関する著作も多く発表するようになった。ロンドン万博に日本が出展した神社楽殿などがアレクサンドラ・パークに移築される際にはサウス・ケンジントン博物館館長フィリップ・クンリフ＝オーウェン(en:Philip Cunliffe-Owen)とともに協力した。
1874年のニール号遭難事故で日本政府がウィーン万国博覧会の際、入手した美術品が失われたことに同情したクンリフ＝オーウェン館長はヨーロッパの美術品・工芸品を日本に寄贈することにした。ドレッサーは美術品の選定に協力し、フィラデルフィア万国博覧会の視察も兼ねて米国経由で、1876年12月に美術館寄贈の品約300点と自身の織物コレクション約1200点を携えて来日した。1877年4月まで滞日し、日本政府の厚遇を受け、天皇に謁見し、町田久成の案内で正倉院宝物を調査し、工業振興への助言を求める政府の高官に案内されて日本各地の職人のもとや神社、仏閣を訪れた。4か月の間に横浜→神戸→淡路→摂津三田→有馬→大阪→奈良→和泉堺→和歌山→黒江→高野山→京都→伊勢→四日市→名古屋→瀬戸→多治見→静岡→東京→日光→横浜と精力的に視察し、タンスから手ぬぐいまで大量の物品を購入した。高野山に登った西洋人としては5人目であり、興福寺の五重塔に上った最初の西洋人であると自ら述べている。
帰国後の1878年にはミドルズブラのリンソープ村のレンガ工場経営者に陶器業への転換を勧め、日本の陶器の研究とともにデザイン協力もし、リンソープ焼き（en:Linthorpe Art Pottery）を産みだした。また、日本で集めた美術品をニューヨークのガラス作家ルイス・カムフォート・ティファニーへ届けるなど、米国における日本風デザインの流行にも強い影響を与えた。ティファニーはジャポニスムに関心が高く、ドレッサーの日本滞在には、ティファニーのために美術品を収集する目的があったと言われている。
1879年から1882年の間は、美術愛好家で後に美術雑誌『ステューディオ』を創刊するチャールズ・ホーム(Charles Holm:1848-1923)と共同でロンドンに東洋の商品の輸入商社、Dresser & Holmeを開いた。1880年から1883年まで、自らデザインし家具や日用品を売る店「Art Furnishers’ Alliance Co.」も開いたが、商業的には成功しなかった。1882年には「Japan, its Architecture, Art and Art-Manufactures」を出版した。
旅行先のアルザスのホテルで就寝中に心臓病により死亡した。
2017年に、ドレッサーの訪日140周年を記念してミドルズブラの美術館と大学で展覧会が開催された。

## 作品

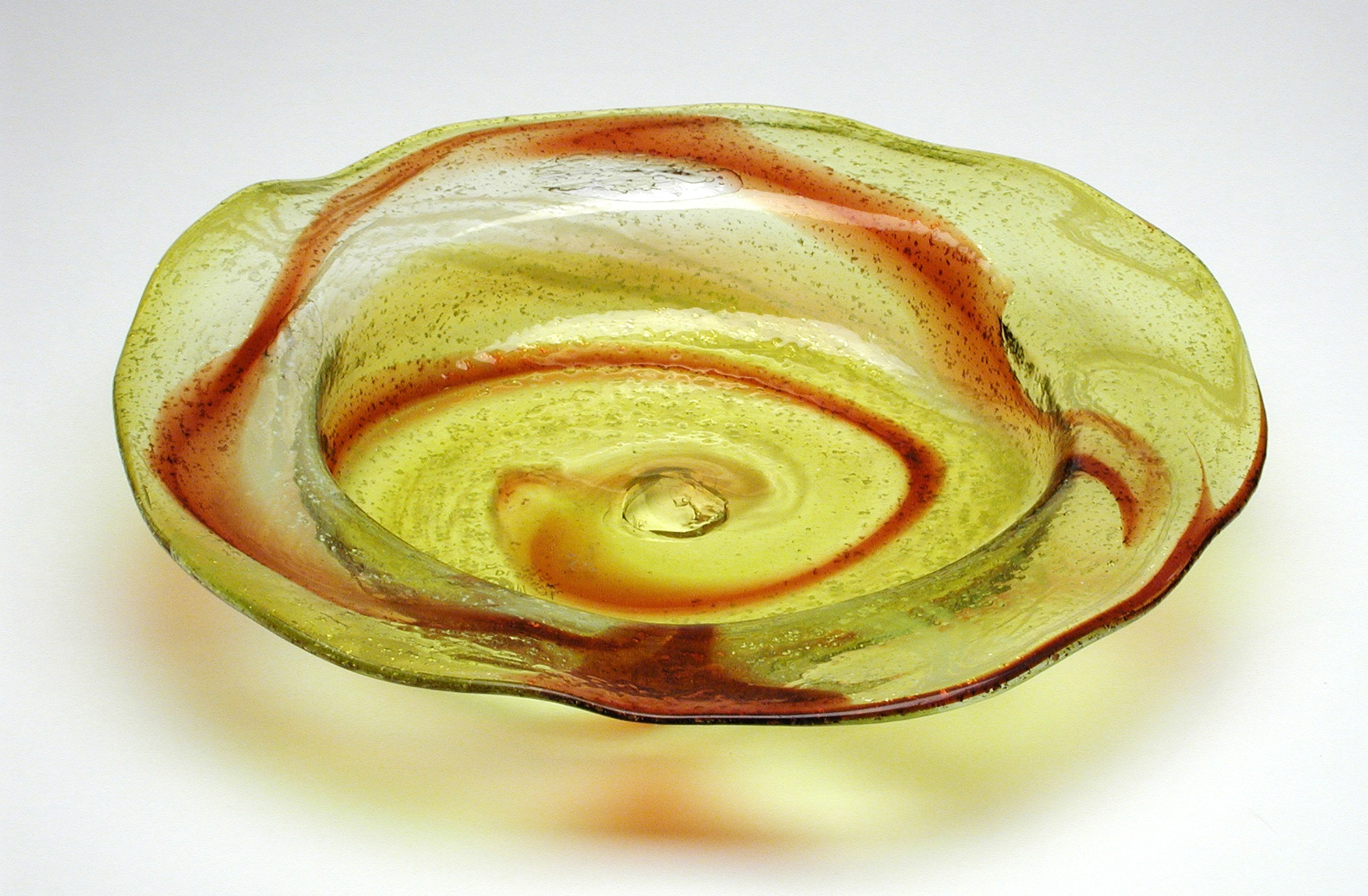
ガラス皿
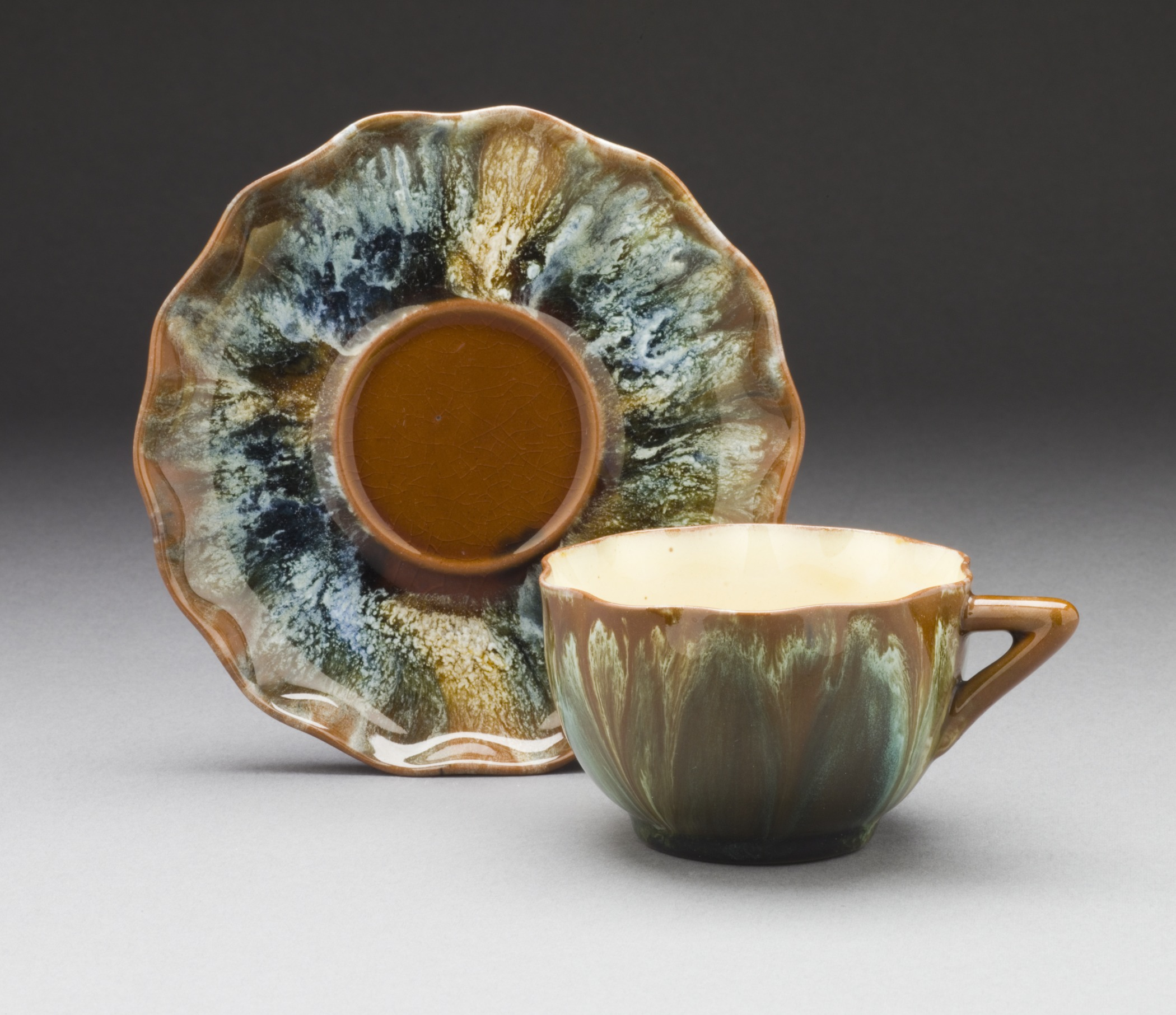
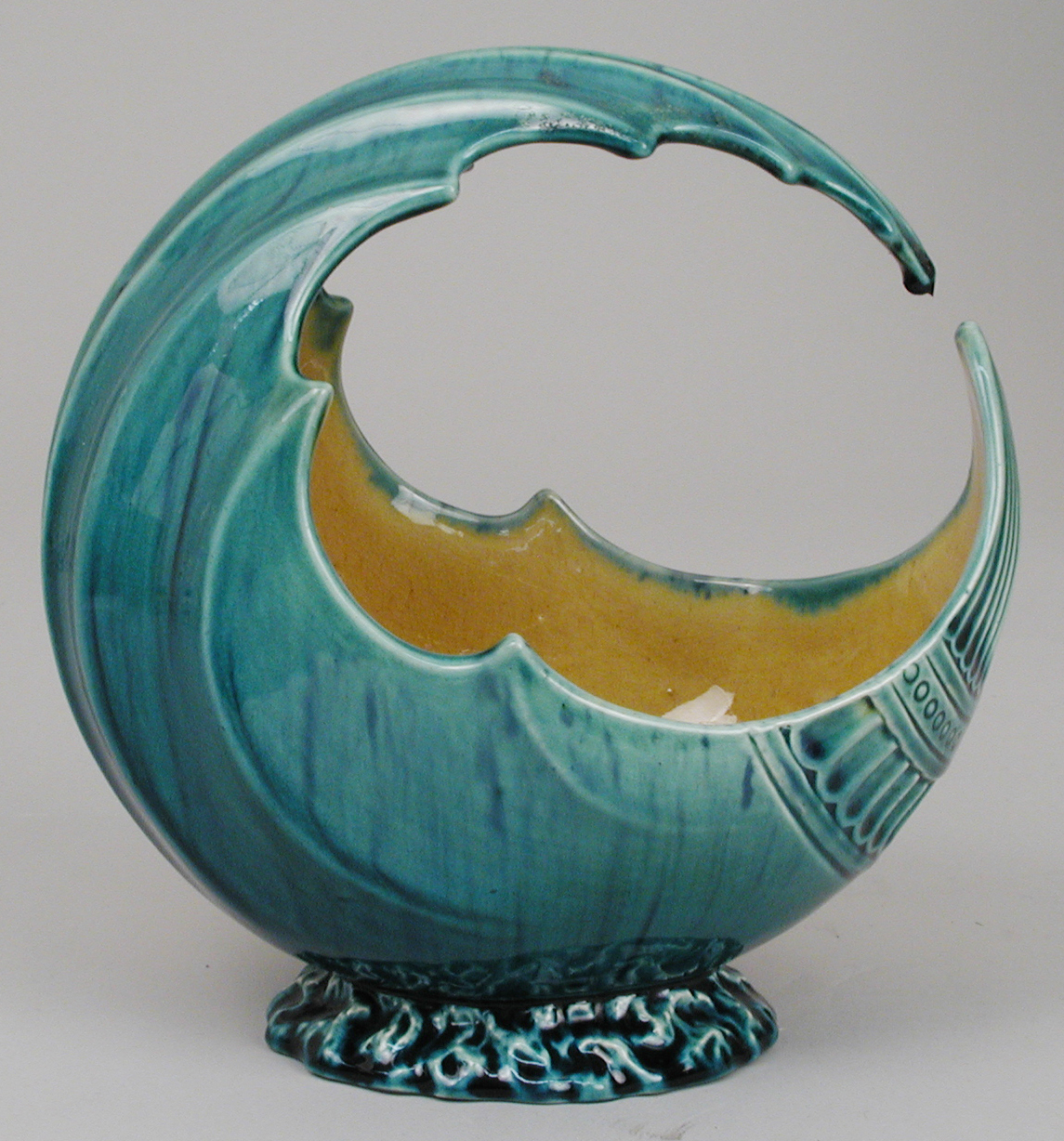
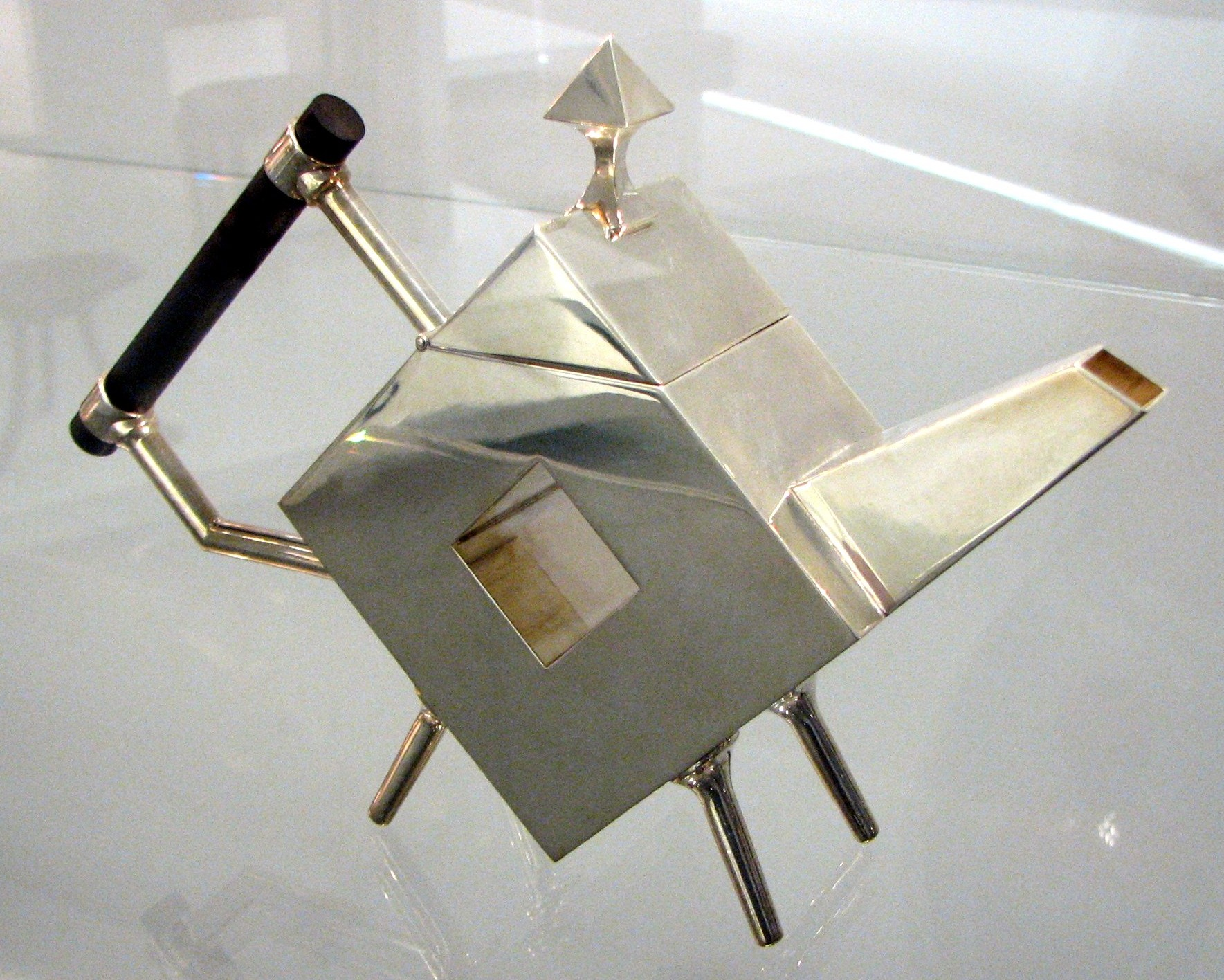
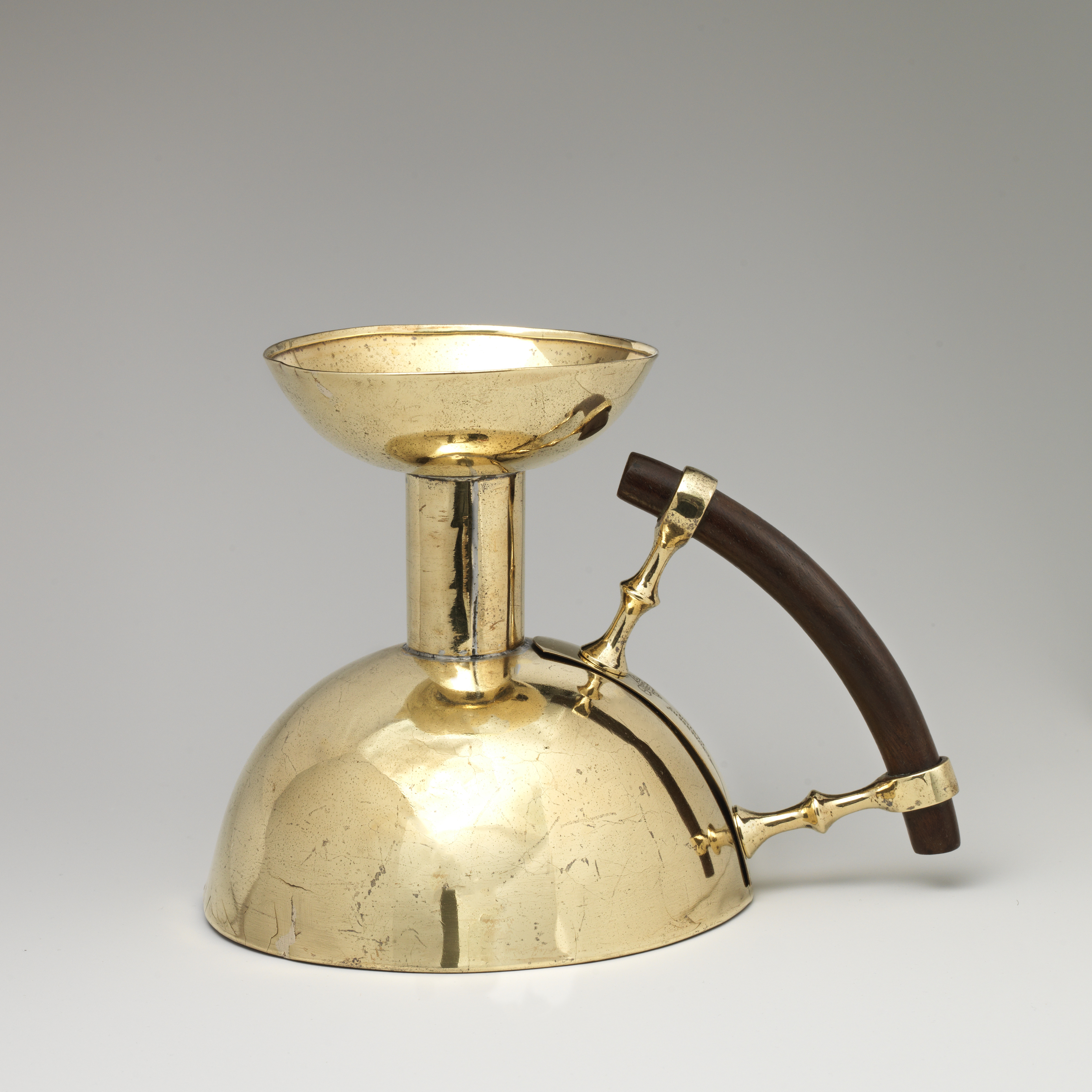
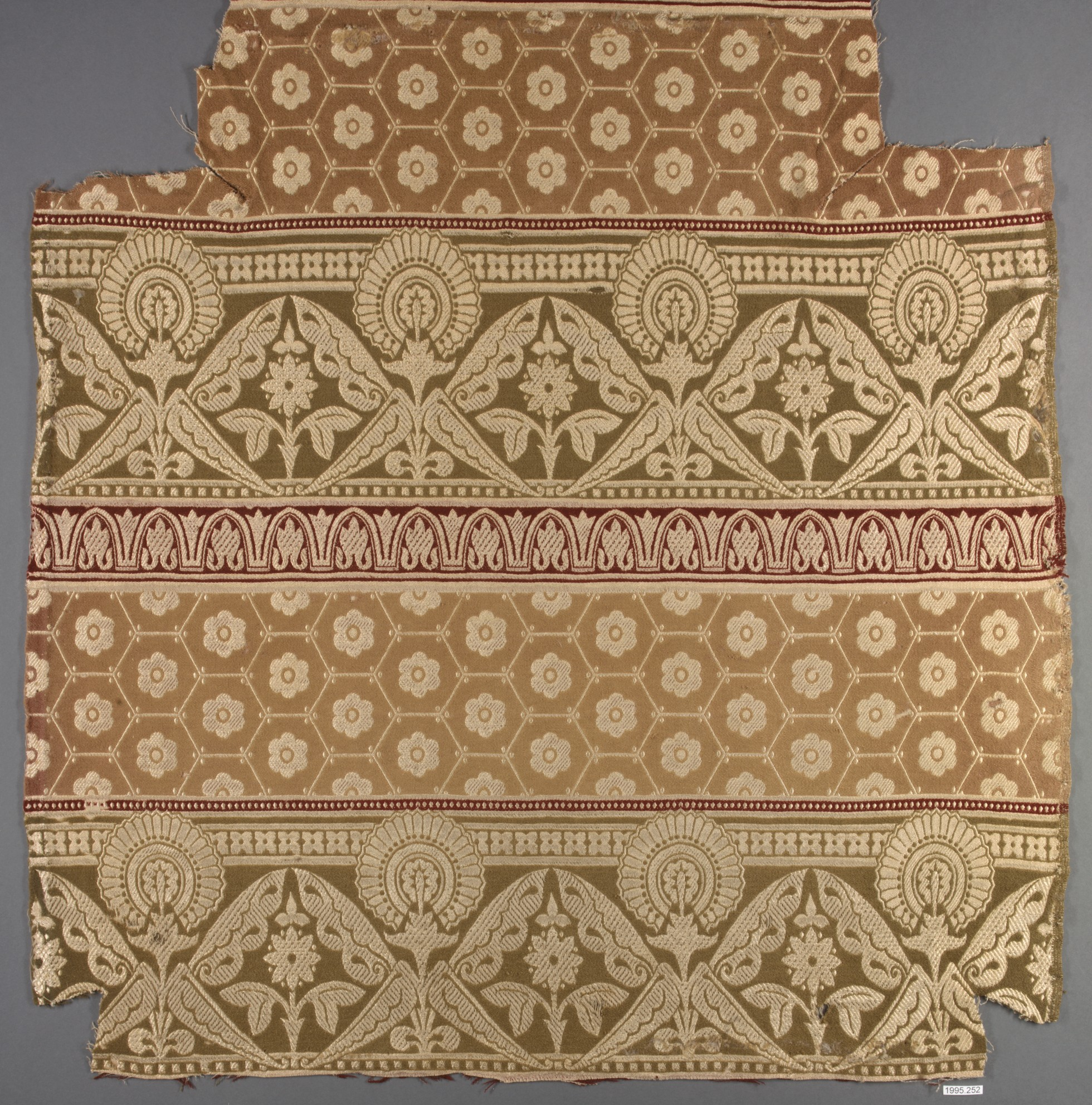
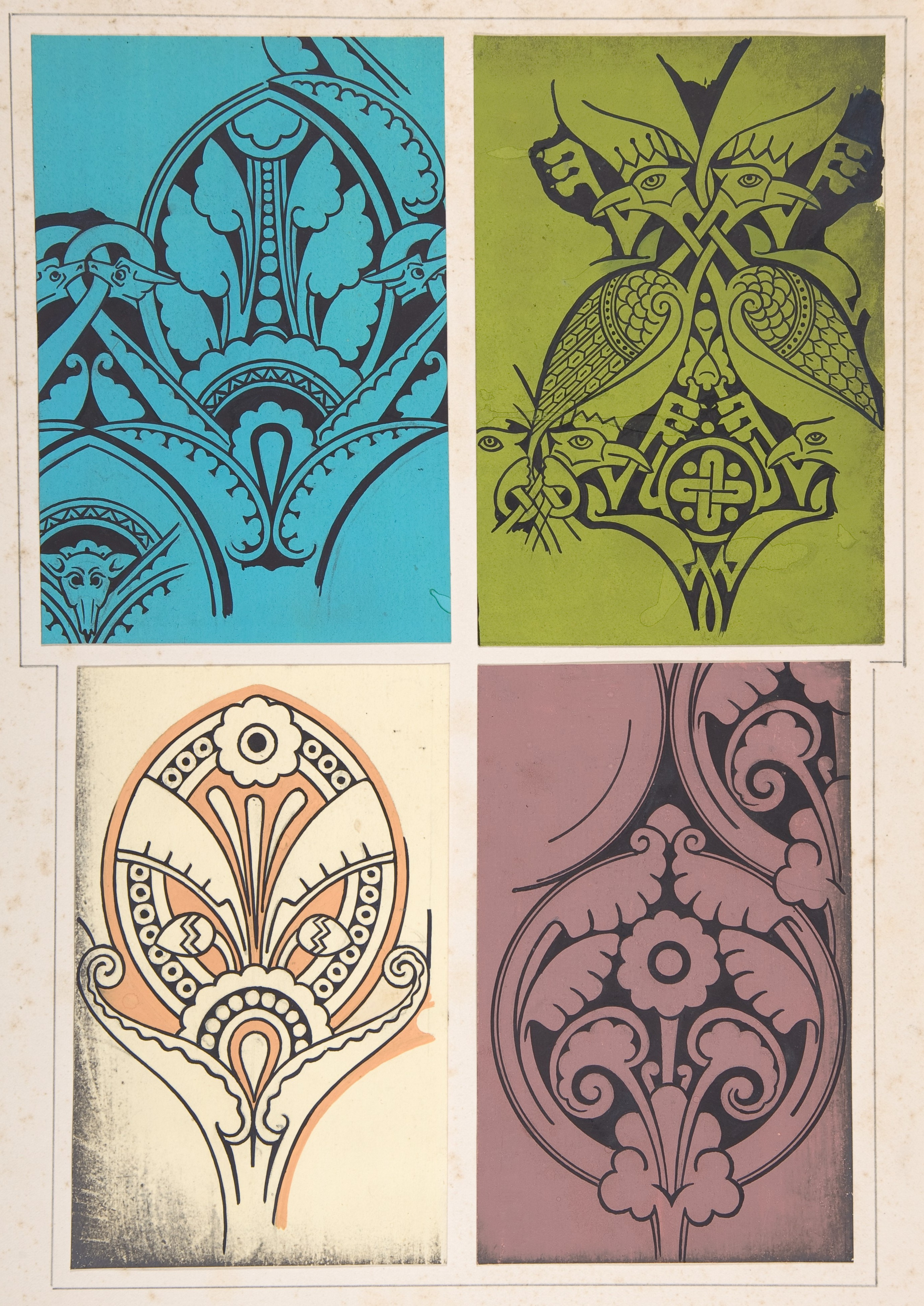
デザイン画
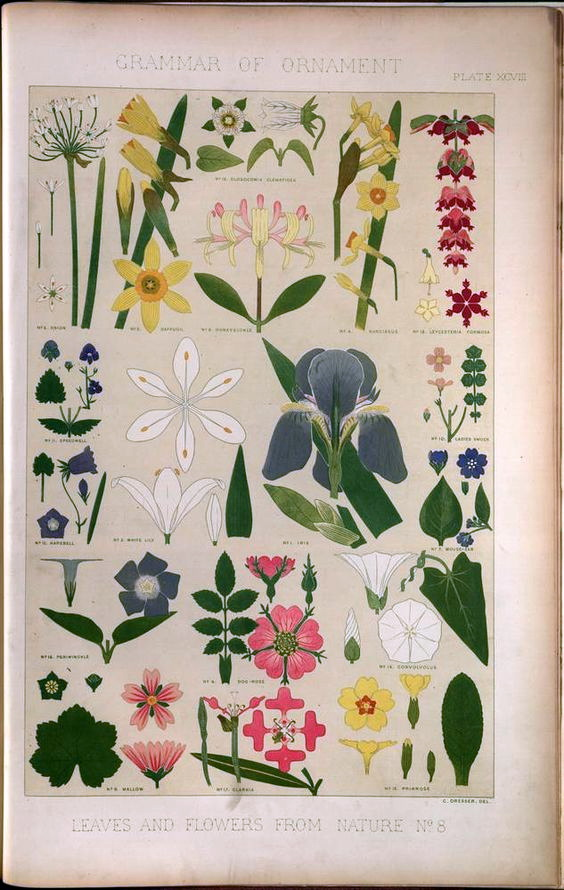
著書の図版

## 著作
- Dresser, Christopher (1860). Unity in Variety, as Deduced from the Vegetable Kingdom. London: James S. Virtue
- Dresser, Christopher (1859). The Rudiments of Botany, Structural and Physiological. London: James S. Virtue
- Dresser, Christopher (1860). Popular manual of Botany
- Dresser, Christopher (1862). The Art of Decorative Design. Day & Son
- Development of Ornamental Art in the International Exhibition (1862)
- General Principles of Art, Decorative and Pictorial, with hints on colour, its harmonies and contrasts (1868)
- Principles of Decorative Design (1873)
- Studies in Design (1875)
- Japan, its Architecture, Art and Art-Manufactures (1882)
- Modern Ornamentation (1886)

## 関連図書
- Flanders, Judith (2004). Inside the Victorian Home: A Portrait of Domestic Life in Victorian England. W.W. Norton. ISBN 978-0-393-05209-1
- Halen, Widar (1990). “Christopher Dresser and the "Modern English" Style: His Later Designs for Wallpapers and Hangings”. The Journal of the Decorative Arts Society 1850 - the Present (14):  10–15. JSTOR 41809171.
- Durant, Stuart. Christopher Dresser. 1993
- Snodin, Michael; Styles, John (2001). Design & the decorative arts: Britain, 1500-1900. V&A Publications
- Whiteway, Michael (2004). Christopher Dresser: A Design Revolution. V&A Publications. ISBN 978-1-85177-428-9
- Lyons, Harry (1999). Ch. Dresser: People's Designer, 1834-1904, Exhibition by New Century, 2nd-19th June 1999. Alastair Carew-Cox. ISBN 978-0-9532801-1-7
- Emil Fonfoneata, Exhibition Catalogue of Christopher Dresser (1834–1904) Pioneer of Modern Design, 13 October 2007 – 13 January 2008 – Design Museum Gent – Belgium